# Greifswalder SC
Der Greifswalder SC war ein Sportverein in der Hansestadt Greifswald.

## Geschichte bis 1945

Historisches Logo des GSC

Die Geburtsstunde des Greifswalder Fußballs schlug im Jahre 1911, als innerhalb des Greifswalder Turnerbundes eine Fußballmannschaft gegründet wurde. Der neue Sport wurde schnell in der Stadt populär und erhielt großen Zulauf, und so kam bei den Fußballbegeisterten bald der Wunsch auf, sich eigenständig zu organisieren. Dies geschah am 29. Mai 1912 mit der Gründung des ersten Greifswalder Fußballvereins unter dem Namen Sportverein Greif Greifswald von 1912. Den ersten großen Erfolg für den Greifswalder Fußball errang jedoch zunächst die Fußballabteilung des Turnerbundes. Anlässlich der Einweihung des Leipziger Völkerschlachtdenkmals 1913 gewannen sie das Fußballturnier der deutschen Turner. Dieser Erfolg konnte infolge des Ersten Weltkrieges nicht weiterentwickelt werden.
1923 machten sich die Fußballer des Greifswalder Turnerbundes unter dem Namen VfB Greifswald selbständig, um sich drei Jahre später am 3. Januar 1926 mit dem SV Greif Greifswald zum Greifswalder Sportclub von 1912 (GSC) zusammenzuschließen. Lange standen die GSC-er jedoch im Schatten des erfolgreicheren SC Preußen Greifswald, erreichten aber mit dem Aufstieg in die Vorpommernliga 1927 die gleiche Spielklasse wie der Rivale. Dem GSC war es vorbehalten, am 27. Mai 1927 das Eröffnungsspiel für das neu errichtete Greifswalder Fußballstadion, dem heutigen „Volksstadion“, gegen den Sassnitzer SC zu bestreiten (2:3). 1929 war mit dem Gewinn des Vorpommernpokals durch einen 4:2-Sieg über Concordia Stralsund der erste überregionale Erfolg des GSC zu verzeichnen.
Zur erfolgreichsten Saison vor dem Zweiten Weltkrieg wurde die Spielzeit 1932/33. Der GSC gewann die Vorpommernliga und erreichte damit die Endrunde zur Pommernmeisterschaft, wo es gegen die starken Stettiner Clubs immerhin zur Vizemeisterschaft reichte. Herausragender Spieler der Greifswalder zu dieser Zeit war der aus Berlin gekommene technisch versierte Mittelläufer Herbert Endrussat. Unversehens fand sich der GSC in der Saison 1933/34 in der höchsten deutschen Fußballklasse wieder, nachdem er durch die Neuordnung des deutschen Fußballs in die Gauliga Westpommern eingestuft wurde. Durch einen Gewinn der Gauliga hätte der Greifswalder SC um die deutsche Meisterschaft mitspielen können. Dieser Erfolg war den Greifswalder Fußballern allerdings nicht vergönnt. 1944 vereinigte sich der Greifswalder SC mit dem HSV Fliegerabwehrschule Greifswald zur Kriegsspielgemeinschaft KSG Greifswald. Als nach dem Zweiten Weltkrieg durch die sowjetische Besatzungsmacht alle Vereine aufgelöst wurden, ging auch der Greifswalder SC unter. Der in den 1930er-Jahren erreichte gute Standard wurde erst zwanzig Jahre später durch die Fußballer von Einheit Greifswald wieder erreicht.

## Fußball-Statistik des Greifswalder SC 1926 bis 1939
- Saison 1926/27 Verb.Liga Vorpommern Ia Platz 5.
- Saison 1927/28 Ligaklasse Vorpommern Bezirk III Platz 2.
- Saison 1928/29 Ligaklasse Vorpommern-Rügen Staffel 2 Platz 3.
- Saison 1929/30 Ligaklasse Vorpommern-Rügen Staffel 1 Platz 2.
- Saison 1930/31 Ligaklasse Vorpommern-Rügen Platz 4.
- Saison 1931/32 Verbandsliga Vorpommern-Rügen Staffel Süd Platz 2.
- Saison 1932/33 Verbandsliga Vorpommern-Rügen Staffel Süd Platz 2.
- Saison 1933/34 Gauliga Pommern West Platz 6.
- Saison 1934/35 Gauliga Pommern West Platz 5.
- Saison 1935/36 Gauliga Pommern West Platz 2.
- Saison 1936/37 Gauliga Pommern West Platz 3.
- Saison 1937/38 Gauliga Pommern Platz 7.
- Saison 1938/39 Gauliga Pommern Platz 9.

Aufgebot 1938/39
- Tor: Hamacher, Bölzke
- Verteidigung: Emil Liebenow, Powchrandt
- Mittelfeld: „Kieler“ Holze, Höfer, Rischow, Persutti
- Angriff: Gerhard Schlünss, Herbert Endrussat, Görs, Weith, Müller, Skernewitz, Liess, Marten
- Trainer: Herbert Endrussat

## Geschichte 1990 bis 2003
Nachdem mit der deutschen Wiedervereinigung in der ehemaligen DDR auch die traditionellen Sportvereine neu gegründet werden konnten, kam es am 21. Juni 1990 zur Neugründung des traditionsreichen Greifswalder SC, der die Nachfolge der BSG KKW Greifswald antrat. Die Heimstätte blieb weiterhin das Greifswalder Volksstadion, wo Mitte der 1990er Jahre unter anderem mehrere Zweitligisten aus dem DFB-Pokal geworfen wurden. Der Greifswalder SC brachte einige erfolgreiche Spieler hervor, unter anderem den Nationalspieler Toni Kroos, der den Verein im Jahre 2002 verließ, als der GSC Insolvenz anmelden und den Zwangsabstieg in die Verbandsliga Mecklenburg-Vorpommern hinnehmen musste. Nach Abschluss des Insolvenzverfahrens löste sich der Verein am 30. Juni 2003 auf.

## Fußball-Statistik des Greifswalder SC 1990 bis 2003
- Saison 1991/92 Oberliga Nordost-Nord Platz 2.
- Saison 1992/93 Oberliga Nordost-Nord Platz 8.
- Saison 1993/94 Oberliga Nordost-Nord Platz 9.
- Saison 1994/95 Oberliga Nordost-Nord Platz 4.
- Saison 1995/96 Oberliga Nordost-Nord Platz 4.
- Saison 1996/97 Oberliga Nordost-Nord Platz 3.
- Saison 1997/98 Oberliga Nordost-Nord Platz 3.
- Saison 1998/99 Oberliga Nordost-Nord Platz 6.
- Saison 1999/2000 Oberliga Nordost-Nord Platz 5.
- Saison 2000/01 Oberliga Nordost-Nord Platz 13.
- Saison 2001/02 Oberliga Nordost-Nord Platz 17.
- Saison 2002/03 Verbandsliga Mecklenburg-Vorpommern Platz 8.

Aufgrund der Insolvenz fand das letzte Pflichtspiel des Greifswalder SC am 31. Mai 2003 gegen Blau-Weiß Polz (5:2) statt.

## Fußballerfolge
- Pommernpokalsieger: 1931, 1932, 1933, 1934
- Zweiter der Gruppenphase: Gauliga Pommern 1936
- Dritter der Gruppe Nord: Deutschen Amateurmeisterschaft 1991/92
- Mecklenburg-Vorpommern-Pokal: 1993, 1994, 1995, 1996 
  - Finalist: 1992

## Namentlicher Werdegang

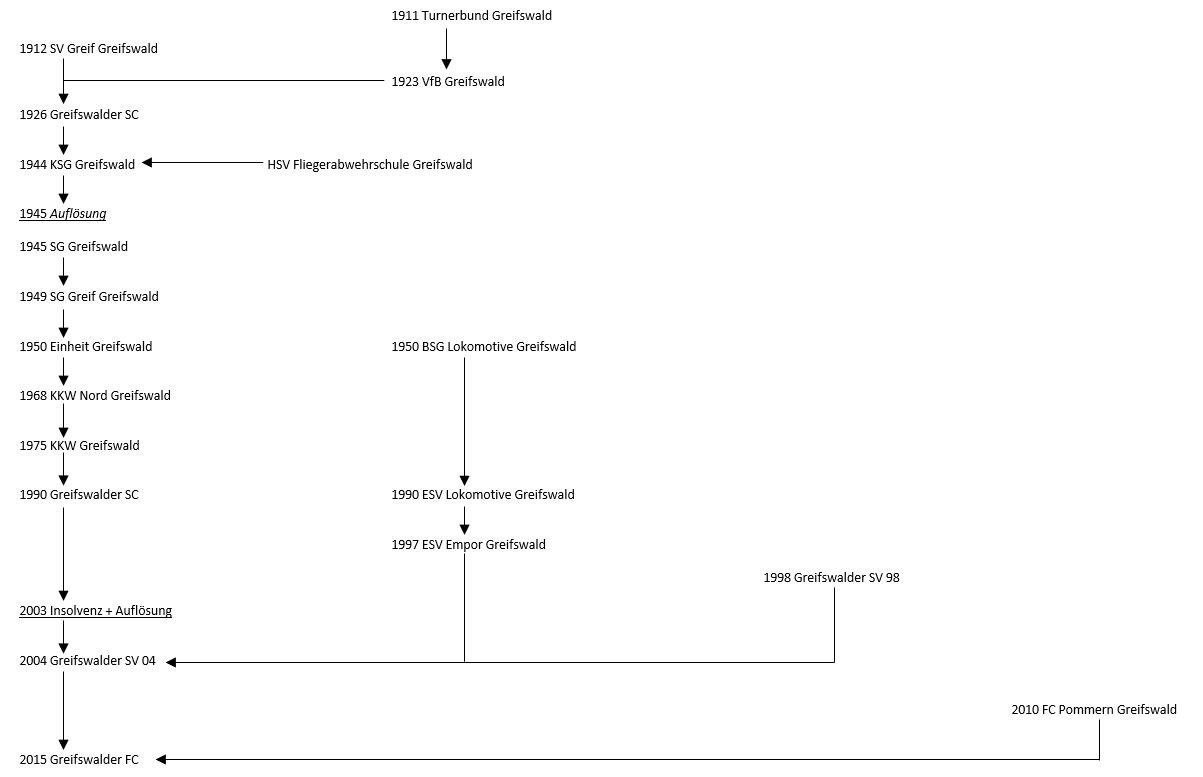
Genese der Greifswalder Fußballvereine von 1911 bis 2015

- 1926–1939 Greifswalder SC von 1912 e. V.
- 1946–1948 SC Greifswald
- 1949–1950 SG Greif Greifswald
- 1950–1968 BSG Einheit Greifswald
- 1968–1975 BSG KKW Nord Greifswald
- 1975–1990 BSG KKW Greifswald
- 1990–2003 Greifswalder SC (Insolvenz und Ende)

## Persönlichkeiten
- Sven Berkenhagen
- Mayk Bullerjahn
- Axel Fuchs
- René Gottwald
- Ralf Humboldt
- Ralf Kleiminger
- Felix Kroos
- Toni Kroos
- Mario Lau
- Sven Oldenburg
- Christian Person
- Axel Rietentiet
- Tim Sebastian
- Ralf Steinfurth
- Frank Wriedt
- Bernhard Zuch